# John Kotter
John P. Kotter (San Diego, 1947) és professor emèrit de lideratge a la Harvard Business School, autor de best-sellers del New York Times, fundador de l'empresa de consultoria Kotter Internacional i un reconegut expert en aspectes relacionats amb el món empresarial, del lideratge i del canvi. Kotter viu entre Cambridge, Massachusetts i Ashland amb la seva muller, Nancy Dearman. Tenen dos nens.
És l'autor de 19 llibres, 12 dels quals han estat best sellers empresarials i dos dels quals són best sellers de New York Times global. El seu Best seller internacional Les claus del canvi (1996), "és considerat per molts com l'obra clau el camp de l'administració del canvi." William C. Finnie, editor en cap de Strategy & Leadership el va descriure com "senzillament el millor treball que he vist sobre la implementació estratègica". El llibre perfila un pràctic procés de 8 passos per administrar el canvi: Sentit d'urgència, creació d'un equip directiu del canvi, desenvolupament de l'estratègia, comunicació de la visió de canvi, eliminació dels obstacles, selecció de projectes per aconseguir èxits a curt termini, treball continu dels líders del canvi sense atabalament i impuls d'una nova cultura. El 2011, revista Time va llistar Les claus del canvi com un dels "25 llibres d'administració empresarial més influents" de tots els temps.

## Publicacions
- Kotter, John P. (1974). Kotter, John P. Mayors In Action.  John Wiley & Sons Inc, 1974. ISBN 047150540-4. Kotter, John P. Mayors In Action.  John Wiley & Sons Inc, 1974. ISBN 047150540-4.
- Kotter, John P. (1991) [1978]. Kotter, John P. Self Assessment & Career Development.  Prentice Hall, 1991. ISBN 0138031487. Kotter, John P. Self Assessment & Career Development.  Prentice Hall, 1991. ISBN 0138031487.
- Kotter, John P. (1979). Kotter, John P. Power in Management.  Amacom Books, 1979. ISBN 0814455077. Kotter, John P. Power in Management.  Amacom Books, 1979. ISBN 0814455077.
- Kotter, John P. (1979). Kotter, John P. Organization - Texts, Cases, and Readings on the Management of Organizational Design and Change.  R. D. Irwin, 1979. ISBN 0256022267. Kotter, John P. Organization - Texts, Cases, and Readings on the Management of Organizational Design and Change.  R. D. Irwin, 1979. ISBN 0256022267.
- Kotter, John P. (1986). Kotter, John P. The General Managers.  Free Press, 1986. ISBN 0029182301. Kotter, John P. The General Managers.  Free Press, 1986. ISBN 0029182301.
- Kotter, John P. (2008) [1985]. Kotter, John P. Power and Influence.  Free Press, 2008. ISBN 1439146799. Kotter, John P. Power and Influence.  Free Press, 2008. ISBN 1439146799.
- Kotter, John P. (1988). Kotter, John P. The Leadership Factor.  Free Press, 1988. ISBN 0029183316. Kotter, John P. The Leadership Factor.  Free Press, 1988. ISBN 0029183316.
- Kotter, John P. (1990). Kotter, John P. A Force for Change.  Free Press, 1990. ISBN 0029184657. Kotter, John P. A Force for Change.  Free Press, 1990. ISBN 0029184657.
- Kotter, John P. (2011) [1992]. Kotter, John P. Corporate Culture and Performance.  Free Press, 2011. ISBN 1451655320. Kotter, John P. Corporate Culture and Performance.  Free Press, 2011. ISBN 1451655320.
- Kotter, John P. (1995). Kotter, John P. The New Rules.  Free Press, 1995. ISBN 0029175860. Kotter, John P. The New Rules.  Free Press, 1995. ISBN 0029175860.
- Kotter, John P. (1996). Kotter, John P. Leading Change.  Harvard Business School Press, 1996. ISBN 978-0-87584-747-4. Kotter, John P. Leading Change.  Harvard Business School Press, 1996. ISBN 978-0-87584-747-4.
- Kotter, John P. (1997). Kotter, John P. Matsushita Leadership: Lessons from the 20th Century's Most Remarkable Entrepreneur.  Nova York: The Free Press, 1997. ISBN 9780684834603. OCLC 35620432. Kotter, John P. Matsushita Leadership: Lessons from the 20th Century's Most Remarkable Entrepreneur.  Nova York: The Free Press, 1997. ISBN 9780684834603. OCLC 35620432.
- Kotter, John P. (1999). Kotter, John P. John P. Kotter on What Leaders Really Do, 1999. Fer.
- Kotter, John P. (2002). Kotter, John P. The Heart of Change, 2002.
- Kotter, John P. (2006). Kotter, John P. Our Iceberg is Melting, 2006.
- Kotter, John P. (2008). Kotter, John P. A Sense of Urgency.  United States: Harvard Business School Publishing, 2008. ISBN 978-1-4221-7971-0. Kotter, John P. A Sense of Urgency.  United States: Harvard Business School Publishing, 2008. ISBN 978-1-4221-7971-0.
- Kotter, John P. (2008). Kotter, John P. Managing Your Boss, 2008. ISBN 9781422122884. Kotter, John P. Managing Your Boss, 2008. ISBN 9781422122884.
- Kotter, John P. (2010). Kotter, John P. Buy In, 2010. ISBN 9781422157299. Kotter, John P. Buy In, 2010. ISBN 9781422157299. Kotter, John P. Buy In, 2010. ISBN 9781422157299.
- Kotter, John P. (2014). Kotter, John P. Accelerate: Building Strategic Agility for a Faster-Moving World, 2014, p. 224. ISBN 978-1625271747. Kotter, John P. Accelerate: Building Strategic Agility for a Faster-Moving World, 2014, p. 224. ISBN 978-1625271747.